# Discographie de Got7

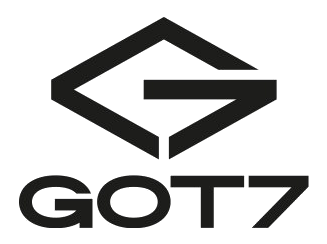
Logo de GOT7 en 2022

La discographie du boys band sud-coréen Got7 est constituée de trois albums studios, six mini-albums et de douze singles.      
Le boys band sud-coréen est composé de 7 membres, à savoir : JB, Jackson, Mark, Jinyoung, Bambam, Yougjae et Yugyeom. 

## Albums

### Albums studios
| Titre                                                                              | Détails de l'album                                                                                           | Meilleures positions | Meilleures positions | Meilleures positions | Meilleures positions | Meilleures positions | Meilleures positions | Meilleures positions | Meilleures positions | Ventes                                                             |
| Titre                                                                              | Détails de l'album                                                                                           | COR                  | BEL                  | FRA                  | JPN                  | NZ Heat              | TW                   | US Heat              | US World             | Ventes                                                             |
| Coréen                                                                             | Coréen | Coréen               | Coréen               | Coréen               | Coréen               | Coréen               | Coréen               | Coréen               | Coréen               | Coréen                                                             |
| ---------------------------------------------------------------------------------- | --- | -------------------- | -------------------- | -------------------- | -------------------- | -------------------- | -------------------- | -------------------- | -------------------- | ------------------------------------------------------------------ |
| Identify                                                                           | - Date de sortie : 18 novembre 2014 - Label : JYP Entertainment - Formats : CD, téléchargement numérique     | 1                    | —                    | —                    | 47                   | —                    | 2                    | —                    | 6                    | - COR : plus de 89 993 - JPN : plus de 3 683                       |
| Flight Log: Turbulence                                                             | - Date de sortie : 27 septembre 2016 - Label : JYP Entertainment - Formats : CD, téléchargement numérique    | 1                    | 178                  | 136                  | 23                   | 6                    | 2                    | 7                    | 1                    | - COR : plus de 107 732 - JPN : plus de 6 612 - US : plus de 2 000 |
| Japonais                                                                           | |                      |                      |                      |                      |                      |                      |                      |                      |                                                                    |
| Moriagatteyo                                                                       | - Date de sortie : 3 février 2016 - Labels : Epic, Sony Music Japan - Formats : CD, téléchargement numérique | —                    | —                    | —                    | 3                    | —                    | —                    | —                    | —                    | - JPN : plus de 30 167                                             |
| "—" signifie que l'album ne s'est pas classé ou n'est pas sorti dans cette région. | |                      |                      |                      |                      |                      |                      |                      |                      |                                                                    |

### Mini-albums (EPs)
| Titre | Détails de l'album | Meilleures positions | Meilleures positions | Meilleures positions | Meilleures positions | Meilleures positions | Ventes                                        |        |        |        |
| Titre | Détails de l'album | COR                  | JPN                  | TW                   | US Heat              | US World             | Ventes                                        |        |        |        |
| Coréen | Coréen | Coréen               | Coréen               | Coréen               | Coréen               | Coréen               | Coréen                                        | Coréen | Coréen | Coréen |
| --- | --- | -------------------- | -------------------- | -------------------- | -------------------- | -------------------- | --------------------------------------------- | ------ | ------ | ------ |
| Got It?                                                                                                   | - Date de sortie : 20 janvier 2014 - Label : JYP Entertainment - Formats : CD, téléchargement numérique                                                       | 2                    | 71                   | 7                    | —                    | 1                    | - COR : plus de 61 488 - JPN : plus de 6 728  |        |        |        |
| Got Love                                                                                                  | - Date de sortie : 23 juin 2014 - Label : JYP Entertainment - Formats : CD, téléchargement numérique                                                          | 1                    | 72                   | 2                    | —                    | 6                    | - COR : plus de 67 310 - JPN : plus de 5 818  |        |        |        |
| Just Right                                                                                                | - Date de sortie : 13 juillet 2015 - Label : JYP Entertainment - Formats : CD, téléchargement numérique                                                       | 3                    | 32                   | 4                    | —                    | 1                    | - COR : plus de 97 307 - JPN : plus de 3 364  |        |        |        |
| Mad | - Date de sortie : 30 septembre 2015 - Réédition : 23 novembre 2015 (Mad Winter Edition) - Label : JYP Entertainment - Formats : CD, téléchargement numérique | 1                    | 39                   | 2                    | 15                   | 1                    | - COR : plus de 125 481 - JPN : plus de 7 412 |        |        |        |
| Flight Log: Departure                                                                                     | - Date de sortie : 21 mars 2016 - Label : JYP Entertainment - Formats : CD, téléchargement numérique                                                          | 1                    | 21                   | 1                    | 2                    | 2                    | - COR : plus de 164 093 - JPN : plus de 7 472 |        |        |        |
| Winter Heptagon                                                                                           | \| - Date de sortie : 20 janvier 2025 - Label : Kakao Entertainment - Formats : CD, téléchargement numérique \|                                               |                      |                      |                      |                      |                      |                                               |        |        |        |
| Japonais                                                                                                  | |                      |                      |                      |                      |                      |                                               |        |        |        |
| Hey Yah                                                                                                   | - Date de sortie : 16 novembre 2016 - Labels : Epic, Sony Music Japan - Formats : CD, téléchargement numérique                                                | —                    | —                    | —                    | —                    | —                    | - JPN :                                       |        |        |        |
| "—" signifie que l'album ne s'est pas classé ou n'est pas sorti dans cette région.                        | |                      |                      |                      |                      |                      |                                               |        |        |        |
| - Date de sortie : 20 janvier 2025 - Label : Kakao Entertainment - Formats : CD, téléchargement numérique | |                      |                      |                      |                      |                      |                                               |        |        |        |

### Box sets
| Got Love Taiwan Special Edition                                                    | - Date de sortie : 18 juillet 2014 (TW) - Label : Universal Music Taiwan - Formats : CD, DVD, téléchargement numérique | 7 | — |                                             |             |
| Got7 Thailand Special Set                                                          | - Date de sortie : 25 septembre 2014 (TH) - Label : Sony Music Thailand - Format : CD                                  | — | 1 | - TH : plus de 5 900 - TECA : plus de 8 000 | - TECA : Or |
| "—" signifie que l'album ne s'est pas classé ou n'est pas sorti dans cette région. | |   |   |                                             |             |

## Singles
| Titre                                                                                 | Année  | Meilleures positions | Meilleures positions | Meilleures positions | Ventes                       | Album                  |        |
| Titre                                                                                 | Année  | COR                  | JPN                  | US World             | Ventes                       | Album                  |        |
| Coréen                                                                                | Coréen | Coréen               | Coréen               | Coréen               | Coréen                       | Coréen                 | Coréen |
| ------------------------------------------------------------------------------------- | ------ | -------------------- | -------------------- | -------------------- | ---------------------------- | ---------------------- | ------ |
| "Girls, Girls, Girls"                                                                 | 2014   | 21                   | —                    | 8                    | - COR : plus de 194 534 (DL) | Got It?                |        |
| "A"                                                                                   | 2014   | 16                   | —                    | 5                    | - COR : plus de 206 068 (DL) | Got Love               |        |
| "Stop Stop It"                                                                        | 2014   | 25                   | —                    | 4                    | - COR : plus de 138 480 (DL) | Identify               |        |
| "Just Right"                                                                          | 2015   | 20                   | —                    | 3                    | - COR : plus de 211 444 (DL) | Just Right             |        |
| "If You Do"                                                                           | 2015   | 9                    | —                    | —                    | - COR : plus de 150 499 (DL) | Mad                    |        |
| "Fly"                                                                                 | 2016   | 9                    | —                    | 2                    | - COR : plus de 123 062 (DL) | Flight Log: Departure  |        |
| "Home Run"                                                                            | 2016   | 62                   | —                    | 3                    | - COR : plus de 36 082 (DL)  | Flight Log: Departure  |        |
| "Hard Carry"                                                                          | 2016   | 3                    | —                    | 2                    | - COR : plus de 132 299 (DL) | Flight Log: Turbulence |        |
| Japonais                                                                              |        |                      |                      |                      |                              |                        |        |
| "Around the World"                                                                    | 2014   | —                    | 3                    | —                    | - JPN : plus de 43 170       | Moriagatteyo           |        |
| "Love Train"                                                                          | 2015   | —                    | 4                    | —                    | - JPN : plus de 37 399       | Moriagatteyo           |        |
| "Laugh Laugh Laugh"                                                                   | 2015   | —                    | 2                    | —                    | - JPN : plus de 35 768       | Moriagatteyo           |        |
| "Yo Morigatte Yo"                                                                     | 2016   | —                    | 1                    | —                    |                              | Moriagatteyo           |        |
| "—" signifie que le morceau ne s'est pas classé ou n'est pas sorti dans cette région. |        |                      |                      |                      |                              |                        |        |

### Autres chansons classées
| Année | Titre                                             | Meilleures positions | Ventes                 | Album                  |
| Année | Titre                                             | COR                  | Ventes                 | Album                  |
| ----- | ------------------------------------------------- | -------------------- | ---------------------- | ---------------------- |
| 2014  | "난 니가 좋아" (I Like You)"                      | 152                  | - COR : plus de 10 309 | Got It?                |
| 2014  | "따라와 (Follow Me)"                              | 165                  | - COR : plus de 9 891  | Got It?                |
| 2014  | "Playground"                                      | 204                  | - COR : plus de 7 732  | Got It?                |
| 2014  | "여보세요 (Hello)"                                | 226                  | - COR : plus de 7 195  | Got It?                |
| 2014  | "Like Oh"                                         | 241                  | - COR : plus de 6 845  | Got It?                |
| 2014  | "Forever Young"                                   | 172                  | - COR : plus de 9 259  | Got Love               |
| 2014  | "Good Tonight"                                    | 211                  | - COR : plus de 7 811  | Got Love               |
| 2014  | "U Got Me"                                        | 236                  | - COR : plus de 7 310  | Got Love               |
| 2014  | "나쁜 짓 (Bad Behavior)"                          | 244                  | - COR : plus de 7 167  | Got Love               |
| 2014  | "A (collapsedone Remix)"                          | 348                  | - COR : plus de 4 336  | Got Love               |
| 2014  | "Gimme"                                           | 167                  | - COR : plus de 8 800  | Identify               |
| 2014  | "손이 가 (Take My Hand)"                          | 206                  | - COR : plus de 8 427  | Identify               |
| 2014  | "너란 Girl (Magnetic)"                            | 221                  | - COR : plus de 7 985  | Identify               |
| 2014  | "달빚 (Moonlight)"                                | 222                  | - COR : plus de 7 884  | Identify               |
| 2014  | "She's A Monster"                                 | 227                  | - COR : plus de 7 680  | Identify               |
| 2014  | "그대로 있어도 돼 (Stay)"                         | 244                  | - COR : plus de 7 365  | Identify               |
| 2014  | "그냥 오늘 밤 (Just Tonight)"                     | 247                  | - COR : plus de 7 066  | Identify               |
| 2014  | "볼륨을 올려줘 (Turn Up the Volume)"              | 247                  | - COR : plus de 6 379  | Identify               |
| 2015  | "온몸이 반응해 (My Whole Body is Reacting)"       | 164                  | - COR : plus de 14 975 | Just Right             |
| 2015  | "보름달이 뜨기 전에 (Before the Full Moon Rises)" | 179                  | - COR : plus de 13 521 | Just Right             |
| 2015  | "Back To Me"                                      | 210                  | - COR : plus de 10 596 | Just Right             |
| 2015  | "Nice"                                            | 226                  | - COR : plus de 9 594  | Just Right             |
| 2015  | "Mine"                                            | 254                  | - COR : plus de 8 937  | Just Right             |
| 2015  | "Eyes On You (눈이가요)"                          | 205                  | - COR : plus de 9 013  | Mad                    |
| 2015  | "Put Your Hands Up (손들어)"                      | 201                  | - COR : plus de 8 839  | Mad                    |
| 2015  | "Good"                                            | 212                  | - COR : plus de 8 813  | Mad                    |
| 2015  | "Feels Good (느낌이 좋아)"                        | 211                  | - COR : plus de 8 762  | Mad                    |
| 2015  | "Tic Tic Tok"                                     | 250                  | - COR : plus de 7 916  | Mad                    |
| 2015  | "고백송" (Confession Song)"                       | 34                   | - COR : plus de 43 931 | Mad Winter Edition     |
| 2015  | "매일 (Everyday)"                                 | 297                  | - COR : plus de 4 936  | Mad Winter Edition     |
| 2015  | "이.별 (To Star)"                                 | 297                  | - COR : plus de 4 116  | Mad Winter Edition     |
| 2016  | "못하겠어 (Can't)"                                | 172                  | - COR : plus de 12 400 | Flight Log: Departure  |
| 2016  | "빛이나 (See The Light)"                          | 207                  | - COR : plus de 8 902  | Flight Log: Departure  |
| 2016  | "Something Good"                                  | 221                  | - COR : plus de 8 147  | Flight Log: Departure  |
| 2016  | "Beggin On My Knees"                              | 260                  | - COR : plus de 7 002  | Flight Log: Departure  |
| 2016  | "Fish"                                            | 270                  | - COR : plus de 6 619  | Flight Log: Departure  |
| 2016  | "Rewind"                                          | 280                  | - COR : plus de 6 197  | Flight Log: Departure  |
| 2016  | "Skyway"                                          | 230                  | - COR : plus de 5 539  | Flight Log: Turbulence |
| 2016  | "Boom x3"                                         | 231                  | - COR : plus de 5 518  | Flight Log: Turbulence |
| 2016  | "Prove It"                                        | 223                  | - COR : plus de 5 675  | Flight Log: Turbulence |
| 2016  | "노잼 (No Jam)"                                   | 245                  | - COR : plus de 5 254  | Flight Log: Turbulence |
| 2016  | "HEY"                                             | 204                  | - COR : plus de 6 050  | Flight Log: Turbulence |
| 2016  | "Mayday"                                          | 246                  | - COR : plus de 5 229  | Flight Log: Turbulence |
| 2016  | "My Home"                                         | 255                  | - COR : plus de 5 086  | Flight Log: Turbulence |
| 2016  | "Who's That"                                      | 236                  | - COR : plus de 5 456  | Flight Log: Turbulence |
| 2016  | "만약에 (If)"                                     | 217                  | - COR : plus de 5 763  | Flight Log: Turbulence |
| 2016  | "아파 (Sick)"                                     | 242                  | - COR : plus de 5 345  | Flight Log: Turbulence |
| 2016  | "니꿈꿔 (Dreamin')"                               | 251                  | - COR : plus de 5 114  | Flight Log: Turbulence |
| 2016  | "Let Me"                                          | 189                  | - COR : plus de 6 304  | Flight Log: Turbulence |